# David Grylls
David Mills "Dave" Grylls (Detroit, 29 de setembre de 1957) va ser un ciclista nord-americà que destacà en proves de pista. El seu èxit més importants és la medalla de plata als Jocs Olímpics de 1984 a Los Angeles.

## Palmarès
- 1978
  -  Campió dels Estats Units en Persecució
- 1979
  -  Campió dels Estats Units en Persecució
- 1982
  -  Campió dels Estats Units en Persecució per equips
- 1983
  - Medalla d'or als Jocs Panamericans en Persecució
- 1984
  -  Medalla de plata als Jocs Olímpics de Los Angeles en Persecució per equips (amb Leonard Nitz, Patrick McDonough i Steve Hegg)